# Lina Brockdorff
Lina Brockdorff (ur. 21 maja 1930 w Isla (Senglea)) – maltańska poetka, prozaiczka, dramatopisarka, scenarzystka i prezenterka radiowa.

## Życiorys

### Dzieciństwo
Brockdorff urodziła się w 1930 w Isla jako córka Patricka i Mary Mahoney. W okresie dzieciństwa wybuchła II wojny światowej, podczas której rodzina wielokrotnie przeprowadzała się. Mieszkali w różnych miejscowościach, m.in. w Vittoriosa, Sliema, Dingli i Rabat.

### Edukacja
Wczesna edukacja Brockdorff została przerwana przez wojnę. Wróciła do nauki dopiero po zakończeniu działań wojennych. Brak możliwości finansowych rodziny, zniweczył jej marzenia, aby kształcić się w kierunku medycznym. Bez jej wiedzy matka zapisała ją na kurs nauczycielski. Do akademickiego kształcenia się wróciła dopiero w 1991 r. W wieku 61 lat zapisała się na roczny kurs wprowadzający z teologii, a następnie rozpoczęła pięcioletnie studia licencjackie. W 2002 r., w wielu 72 lat, uzyskała tytuł magistra teologii i nauk humanistycznych.

### Praca
Początkowo pracowała w państwowej szkole podstawowej. Po urodzeniu czworga dzieci i okresie wychowawczym pracowała jako nauczycielka języka angielskiego w St Aloysius College. 
Przez osiem lat była prezesem maltańskiego stowarzyszenia literackiego (Għaqda Letterarja Maltija), jest członkiem Akademii Maltańskiej i stowarzyszenia poetów maltańskich (Għaqda Poeti Maltin). W latach 2004–2005 Brockdorff była członkiem rady Akademii Maltańskiej.

## Twórczość
Brockdorff zaczęła pisać w wieku 17 lat. Kiedy uczęszczała do kolegium nauczycielskiego, Ġużè Aquilina (maltański pisarz i językoznawca), płacił uczniom 10 szylingów (obecnie równowartość 50 centów) za każde napisane przez nich opowiadanie lub esej, które zostało wyemitowane w Radju Malta. Lina pisała wiersze, opowiadania, scenariusze do słuchowisk radiowych. Od lat 50. do 70. współpracowała z dystrybutorem sygnałów radiowych i telewizyjnych Rediffusion pisząc dla nich scenariusze programów i audycji radiowych m.in. Ħlieqa Bejnietna, Quddiem il-Mera, Nofs Siegħa Flimkien i Magic in the Kitchen. Była pierwszą scenarzystką, która zaadaptowała, humorystyczne opowiadania George'a Zammita, wydane w tomie Wenzu u Rożi, do radiowych scen teatralnych. Prowadziła też cykl programów radiowych Inwieġbu lis-semmiegħa, w których odpowiadała na listy słuchaczy. Jej autorskie słuchowisko radiowe Il-Fqajjar t'Assisi, składające się z czterech części, emitowane było przez  stację RTK (1990) i PBS (1999). Powieści Brockdorff czytane były na antenie radia maltańskiego i w australijskiego.
Jest autorką 12 powieści i ponad 340 opowiadań, z których część została wydana w 6 antologiach. W 2004 r. wydała autobiografię Serenady pośród syren (Sireni u Serenati) o doświadczeniach z II wojny światowej, która została nagrodzona przez National Book Council w kategorii: najlepsza powieść – literatura faktu. Autobiografia była emitowana w odcinkach przez stacje radiowe na Malcie.
W 2020 r. została odznaczona Złotym Medalem akademii maltańskiej (Ġieħ l-Akkademja tal-Malti) za popularyzowanie języka maltańskiego, nie tylko poprzez twórczość literacką, ale także pracę w radiofonii i telewizji oraz jako przewodnicząca maltańskiego stowarzyszenia literackieg.

## Wybrane dzieła
Wybór powieści i antologii opowiadań:

### Powieści
- Kien Kwinta l-Qamar (1974, 2008)
- La Jerġa’ Jasal Diċembru (2010)
- Kastell għal Clara (2012)
- Meta Jħammar il-Peprin (2013)
- Katrina (2015)
- Mal-Fwieħa tal-Ward (2015)
- Luciano (2016)
- ’Il Barra mill-Isqaq (2017)
- Dwett għal Żewġ Vjolini (2017)
- Taħt is-Swar tal-Imdina (2017)
- Meta traxxax ix-Xita (2018)
- Ladarba Dar ir-Riħ (2018)
- Luciano z tłumaczeniem na j. ang. Rose Marie Caruana (2019)

### Antologia opowiadań
- Il-Bieb Numru 11 u stejjer oħra (2007),
- Bellus u Bizzilla (2008),
- Intermezzi (2012),
- Ħin l-Istejjer (2016)
- Minn Żmien l-Għerien (2018)
- Qabel tbaxxi d-dawl (2019)